# Tomoya Kano
Tomoya Kano (狩野智也,Kano Tomoya ; Osaka, 14 juli 1973) is een Japans voormalig wielrenner.

## Carrière
Kano werd in 1998 voor het eerst derde op het nationale kampioenschap tijdrijden bij de elite, achter Makoto Iijima en Kozo Fujita. Tussen 1998 en 2008 eindigde hij in totaal achtmaal op het podium bij de tijdrit, en in 2001 ook bij de wegwedstrijd. Nooit wist hij een van beide wedstrijden te winnen. Wel zegevierde Kano in 2006 in de Ronde van Kumano waar hij het eindklassement op zijn naam schreef. Doordat hij enkele jaren in Nederlandse dienst reed, bij Skil-Shimano, nam hij in die jaren tussen 2005 en 2008 ook deel aan wedstrijden op Europese bodem, waaronder de Amstel Gold Race en de Ronde van Vlaanderen.

## Palmares
1998
 Japans kampioenschap tijdrijden, elite
1999
 Japans kampioenschap tijdrijden, elite
2000
 Japans kampioenschap tijdrijden, elite
2001
 Japans kampioenschap tijdrijden, elite
 Japans kampioenschap op de weg, elite
2002
 Japans kampioenschap tijdrijden, elite
2005
 Japans kampioenschap tijdrijden, elite
2006
Eindklassement Ronde van Kumano
2007
 Japans kampioenschap tijdrijden, elite
2008
 Japans kampioenschap tijdrijden, elite

### Resultaten in voornaamste wedstrijden
|      | \| Jaar \| Ronde van Vlaanderen \| Amstel Gold Race \| \| ---- \| -------------------- \| ---------------- \| \| 2005 \| \| opgave \| \| 2006 \| opgave \| \| |                  |
| Jaar | Ronde van Vlaanderen | Amstel Gold Race |
| 2005 | | opgave           |
| 2006 | opgave |                  |

Wielerploegen van Tomoya Kano
Abe ·
Bos ·
ten Dam ·
Doi ·
Hirose ·
Kano ·
van Katwijk ·
Kemna ·
Nodera ·
Ouchi ·
Reinerink ·
Schumacher ·
Shinagawa ·
Smink ·
Tsuji ·
van der Wal ·
Yamamoto
Abe ·
Doi ·
Fang ·
Goesinnen ·
Hirose ·
van Hummel ·
Jin ·
Kano ·
Langeveld ·
Martens ·
Meschenmoser ·
Nodera ·
Ouchi ·
Reinerink ·
Rooijakkers ·
Shinagawa ·
Tjallingii ·
Tsuji ·
Vierhouten · 
Wallaard ·
Weissinger · 
Yamamoto · 

Deroo (stagiair) 
Abe ·
Bacquet ·
den Bakker ·
Deroo ·
Doi ·
Fang ·
Goesinnen ·
Hirose ·
van Hummel ·
Ji · 
Jin ·
Kano ·
Lhotellerie ·
Martens ·
Meschenmoser ·
Müller · 
Nodera ·
Ouchi ·
Rooijakkers ·
Shinagawa ·
Timmer ·
Tjallingii ·
Tsuji ·
Vierhouten · 
Yamamoto · 
Hupond (stagiair) 
Abe ·
Bacquet ·
den Bakker ·
Beppu ·
Curvers ·
Deroo ·
Doi ·
Goesinnen ·
Hatanaka ·
Hirose ·
Houanard ·
van Hummel ·
Hupond ·
Iino ·
Ji · 
Jin ·
Kano ·
Lhotellerie ·
Nodera ·
Rooijakkers ·
Siedler ·
Suzuki ·
Timmer ·
Veelers · 
Wagner ·
Chaigneau (stagiair) · 
De Backer (stagiair) 